# John Egan
John Egan (ur. 20 października 1992 w Corku) – irlandzki piłkarz występujący na pozycji obrońcy w Sheffield United.